# Thomas Murray (organista)
Thomas Mantle Murray (Los Angeles, 6 ottobre 1943) è un organista e docente statunitense, noto come interprete della musica romantica per organo. Attualmente è professore di musica e organista universitario presso la Yale School of Music. È anche organista principale e artista in residenza presso la Christ Church a New Haven, Connecticut.

## Biografia
Thomas Murray studiò organo con Clarence Mader all'Occidental College. tudiò anche direzione corale e si laureò con il B.A. in quell'università nel 1965. L'anno successivo vinse il concorso nazionale della Gilda degli organisti americani. Dal 1966 al 1973 è stato organista presso l'Immanuel Presbyterian Church di Los Angeles e dal 1975 al 1980 è stato maestro di coro e organista della Cattedrale di St. Paul, a Boston. Nel 1981 è entrato a far parte della facoltà di musica dell'Università Yale, diventando organista universitario nel 1990.
Murray è stato anche attivo come organista concertista per più di 40 anni. Negli Stati Uniti è apparso come solista con le orchestre sinfoniche di Pittsburgh, Houston, Milwaukee e Portland e con la National Chamber Orchestra di Washington. Ha anche suonato nella maggior parte dei paesi europei, Sud America, Australia e Giappone ed è stato protagonista come solista con la Moscow Chamber Orchestra al Lahti Festival in Finlandia.
Thomas Murray è noto soprattutto per le sue interpretazioni di opere d'organo romantiche e trascrizioni di opere originariamente scritte per altri strumenti. È particolarmente competente sulla musica d'organo di Elgar, Mendelssohn, Franck e Saint-Saëns e le sue registrazioni di opere d'organo di Mendelssohn ed Elgar sono considerate autorevoli. Ha anche frequentemente eseguito opere di Johann Sebastian Bach, anche se la sua interpretazione della musica classica e barocca riflette un approccio altrettanto idiosincratico e individuale come uno storico-informato.
Come organista universitario alla Yale School of Music, ha accesso al famoso organo Skinner di Woolsey Hall, uno dei più grandi e importanti strumenti romantici negli Stati Uniti ed ha realizzato numerose registrazioni su questo strumento. Ha inoltre registrato su numerosi organi dalla ditta Hook, una delle più importanti società di costruzione di organi in America nel XIX secolo.
Quando non insegna o si esibisce Murray può essere trovato solitamente perseguendo la sua altra passione: le auto d'epoca, in particolare la Rolls-Royce.

## Onorificenze
I riconoscimenti di Thomas Murray includono:
- American Guild of Organists Artista internazionale dell'anno (1986)
- Fellowship onorario nel Royal College of Organists in Inghilterra (2003)
- Premio Gustave Stoeckel per l'insegnamento distinto dalla Yale School of Music (2005)[3]

## Discografia
- An Elm Court Musicale
- Art of the Symphonic Organist, Volume 3
- Edward Elgar at Woolsey Hall
- Historic Organs of Boston
- Historic Organs of Buffalo
- Historic Organs of Chicago
- Historic Organs of Colorado
- Historic Organs of Connecticut
- Historic Organs of Indiana
- Murray at Immaculate Conception
- Organ Music of Mendelssohn & Schumann
- The French Collection
- The Longwood Gardens Organ, Volume 1
- Thomas Murray at Cincinnati Museum Center
- Thomas Murray plays Lemare
- Thomas Murray plays Woolsey Hall

## Recensioni
- "Le esibizioni di tutti questi lavori erano quelle di un organista la cui abilità si estendeva oltre il suono delle note, fino ad un autorevole controllo di uno strumento molto grande in un vasto spazio echeggiante."[5]

- "Il signor Murray ha suonato questo, e l'intero programma, con il senso del tempo e il ritmo quasi da direttore d'orchestra: le sue registrazioni erano azzeccate e avevano, senza ostentazione, un'audace qualità di definizione e specificità".[7]

- "Murray ha suonato ... con uno spiccato senso dello stile e una tecnica da masterizzare: è più che un organista, è un artista."[8]

- "Conosciuto per la sua comprensione dell'organo romantico e della sua letteratura, il concertista Thomas Murray ha reindirizzato in modo sorprendente la sua programmazione e la sua interpretazione da un'espressione personale più profonda a una affermazione di finissima sintonia: viene alla mente l'arte alta. La sua elasticità spesso creava l'illusione che egli fosse a uno strumento che poteva cambiare il suo tocco nel tempo in cui cade un cappello. Anche il ritmo flessibile evocava era una prodezza di per sé. Come sapeva quando spostare il ritmo in quel modo o in quell'altro, questo nanosecondo o quel millesimo di secondo mi ha lasciato in un meraviglioso mistero".[9]

- "Non credo che nessun singolo acquisto sarebbe una migliore introduzione all'organo a canne..." (Recensione del CD di Thomas Murray "Grandi produttori di organi d'America: una retrospettiva (volume 14): Organo Memoriale di Newberry, Sala di Woolsey, Università Yale, New Haven, Connecticut")[10]

- "La performance di Murray e la sua gestione delle immense risorse dell'organo di Woolsey Hall vanno oltre il superlativo... la forma di ogni frase, l'uso di ogni colore... non potrebbe essere più perfetta." (Recensione americana di Thomas, il CD di Murray del 1995, Edward Elgar a Woolsey Hall: Musica per Organo)[11]

## Ex studenti
Thomas Murray's organ students include Ken Cowan, head of the organ program at Rice University's Shepherd School of Music, and Paul Jacobs, chairman of the organ department at the Juilliard School of Music in New York City.